# Krešimir Zubak
Krešimir Zubak (rođen 25. januara 1947) je hrvatski političar iz Bosne i Hercegovine.

## Biografija
Rođen je 25. januara u Doboju. Na početku oružanog sukoba u Bosni i Hercegovini 1992. godine pridružio se Hrvatskoj demokratskoj zajednici Bosne i Hercegovine.
Nakon što je Mate Boban napustio mesto predsednika Hrvatske Republike Herceg-Bosne, Krešimir ga je nasledio. Pod Zubakom su HVO i ARBIH uspostavili mirne odnose i potpisan je Vašingtonski sporazum. Godine 1995, odbio je da kao predstavnik bosanskohercegovačkih hrvata potpiše Dejtonski sporazum. Umesto njega, to je uradio Jadranko Prlić. Međutim, na zvaničnoj ceremoniji potpisivanja, 14. decembra u Parizu, Krešimir se pojavio u Jelisejskoj palati i dao svoj potpis. Nakon ovoga je dao ostavku na sve političke funkcije.
Kasnije je obavljao funkciju prvog predseednika Federacije Bosne i Hercegovine i bio je član predsedništva Bosne i Hercegovine. Godine 1988, Krešimir Zubak je osnovao Novu hrvatsku inicijativu, demokršćansku političku stranku Hrvata u Bosni i Hercegovini.

## Spoljašnje veze
- Izveštaj (језик: хрватски)